# Tous les papas ne font pas pipi debout
Pour plus de détails, voir Fiche technique et Distribution.
Tous les papas ne font pas pipi debout est un téléfilm franco-belge réalisé par Dominique Baron et diffusé en 1998.

## Synopsis
Dans une banlieue bruxelloise, Simon, 10 ans, vit dans une famille atypique : avec ses deux mamans Dan et Zoé. Grany, l'une de ses deux grand-mères, a eu des difficultés à accepter le couple que forme sa fille Zoé (mère biologique) avec Dan. Les deux mamans ont petit à petit réussi à se faire admettre dans leur lotissement jusqu'à l'arrivée de la famille Berthot, moins tolérante. De plus, Simon a la fâcheuse idée de tomber amoureux de Jennifer, la gamine des nouveaux résidents, ce qui déclenche immédiatement les hostilités de son frère Max (12 ans) envers Simon et ses mamans. Simon va alors reconsidérer sa famille : pourquoi Dan est-elle à la place du papa qu'il devrait avoir comme tout le monde ?

## Fiche technique
- Titre : Tous les papas ne font pas pipi debout
- Réalisateur : Dominique Baron
- Scénario : Chris Vander Stappen
- Musique : Jean-Philippe Goude, Ramon Pipin
- Photographie : Jean-Marie Dreujou
- Son : Pierre Mertens
- Montage : Marc Daquin
- Décors : Pierre De Craen
- Costumes : Agnès Dubois, Florence Tirard
- Pays d'origine :  Belgique,  France
- Producteurs : Catherine Burniaux, François Charlent
- Production : France 2, Le Sabre (France), Rendez-Vous Production (France), RTBF, Banana Films (Belgique)
- Format : couleur  — 16/9 — stéréo
- Genre : comédie dramatique
- Durée : 95 minutes
- Dates de diffusion : 16 décembre 1998  (France 2) & 5 avril 2013  Belgique (RTBF)

## Distribution
- Natacha Lindinger : Dan
- Carole Richert : Zoé
- Marina Vlady : Grany
- Corentin Mardaga : Simon
- Fanny Valette : Jennifer
- Alessandro Sigona : Max
- Pierre Laroche : Papi
- Yvette Merlin : Mamie